# The Cure (película de 1995)

The Cure (en español: Que nada nos separe para España o El poder de la amistad para Hispanoamérica) es una película de comedia-drama estrenada en 1995, protagonizada por Brad Renfro y Joseph Mazzello. Cuenta la vida de un niño que se hace amigo de su vecino, un muchacho más pequeño que él y portador de VIH.

## Resumen
La historia comienza en un pequeño poblado de Minnesota. Erik (Brad Renfro) es un adolescente de 13 años, solitario, egoísta, insensible y terco. Vive con su madre Gail (Diana Scarwid), que siempre está trabajando y nunca tiene tiempo para él. Dexter (Joseph Mazzello) es su vecino, un niño de 11 años que contrajo la enfermedad VIH a causa de una transfusión sanguínea que no fue controlada.
En un principio Erik cuando está enterado de quien tiene como vecino, no está muy seguro de acercarse a Dexter a causa de los insultos homófobos que recibe de sus compañeros de la escuela por el simple hecho de ser vecinos. Cuando al fin se decide a cruzar la cerca, se encuentra con un niño más pequeño que él y se sorprende, enseguida se rompe el hielo, comienzan a jugar, a charlar y así nace entre ambos una amistad. Él va todos los días a la casa Dexter, donde de alguna manera, encuentra una segunda madre en Linda (Annabella Sciorra), la madre de Dexter quien desde un principio lo ve con buenos ojos, ya que la suya no le dedica tiempo de calidad. Ambas madres son polos opuestos.
Se interesa en la enfermedad de su nuevo amigo e inspirado en una película, decide emprender la búsqueda de una cura para esa enfermedad. Le prepara una dieta a base de golosinas y va anotando los resultados, luego, al ver que eso no resultaba, comienza a probar con plantas haciendo infusiones de ellas que Dexter bebe sin muchas ansias. Su método quedaba registrado en cuadernos celosamente guardados. Una de las infusiones resultó ser venenosa, provocando que Linda prorrumpiera en la casa de Erik preguntando por la planta en cuestión. Es así como Gail se entera de la amistad entre ambos y amenaza a Linda con llamar a la policía si estos dos vuelven a verse de alguna forma u otra. Además, le informa a su hijo que lo mandará a un campamento de verano. 
Atemorizado con la idea de irse de allí y de no ver más a Dexter, Erik alienta y convence a su amigo a que se escapen a Nueva Orleans, porque en una de sus salidas de compras leyeron en un periódico que un médico encontró la cura para el SIDA en esa ciudad. 
Comienzan navegando por el río Misisipi no obstante deben desistir de ese modo de viajar, ya que las medicinas no durarán lo suficiente. Solicitan ser llevados en barco a unos jóvenes y emprenden camino hacia Nueva Orleans con la esperanza de encontrar la cura. El plan no sale tan bien como ellos lo planearon y deben buscar otra forma de avanzar. Dexter comienza empeorar con su enfermedad y con menos ánimos, la fiebre y, una pesadilla recurrente que lo atemoriza: perderse en la inmensidad negra del universo y hallarse solo (tal como se sentía antes de encontrar un amigo) Erik lo consuela y le da uno de sus zapatos para que lo sujete mientras duerme, y si acaso esa pesadilla regresara, al ver lo que tenía en sus manos se daría cuenta de que no está solo: su amigo está durmiendo a su lado y nunca lo abandonará. A causa del estado de salud de su amigo, Erik se asusta y abandona el plan. Llama a Linda para que los espere en la parada del bus y pronto los dos regresan a Stillwater.
Una vez que regresan, Dexter es inmediatamente hospitalizado. Erik se queda con Linda, a sabiendas de que su madre Gail sigue sin querer aprobar esa amistad, aun así no le importa. Erik no deja de estar con Dexter en el hospital y les juegan bromas pesadas a los médicos, diciendo que Dexter ha muerto para que los médicos se asusten y vayan a verlo, este se despierta de repente dando un grito y ambos se ríen, pero cuando hacen su tercera broma, el niño ya no despierta, Dexter había muerto.
En el camino de regreso del hospital, Linda debe frenar su auto porque no pudo contener más el llanto. Erik se lamenta de no haber encontrado una cura, ella le responde que si la encontró porque le hace ver que gracias a él, toda la soledad y tristeza que tuvo su hijo, desaparecieron, él lo había hecho muy feliz al tenerlo como amigo. Una vez que Linda lleva a Erik a la casa, Gail se enfurece con su hijo y lo golpea, inmediatamente Linda se interpone entre ellos y pide hablar con Gail en privado. Una vez solas le dice con lágrimas en los ojos y una ira incontenible dos cosas: que el mejor amigo de su hijo había muerto y que Erik iba a ir al funeral (le gustase o no), la segunda: que si volvía a ponerle una mano encima, ella misma se encargaría de matarla. 
En el funeral Linda deja solo y en privado a Erick frente al féretro para que se despida de su hijo. Luego ella lo ve irse del velorio a pie, sin un zapato. Al entrar a la sala, ve en las manos del cuerpo de Dexter el regalo de su amigo, y que a él también le faltaba un zapato. Erick deja el zapato en el río, para que la corriente lo lleve, y así comenzaba un nuevo viaje para su mejor amigo.

## Reparto
- Brad Renfro como Erik.
- Joseph Mazzello como Dexter.
- Diana Scarwid como Gail.
- Annabella Sciorra como Linda.
- Aeryk Egan como Tyler.
- Nicky Katt como Pony.
- Renee Humphrey como Angle.
- Bruce Davison como Dr. Jensen.

- Datos: Q2336805